# مارك ليليس
مارك ليليس (بالإنجليزية: Mark Lillis)‏ هو مدرب كرة قدم ولاعب كرة قدم بريطاني في مركز الوسط، ولد في 17 يناير 1960 في مانشستر في المملكة المتحدة. لعب مع أستون فيلا وديربي كاونتي وستوكبورت كونتي وسكونثورب يونايتد وماكليسفيلد تاون ومانشستر سيتي ونادي ويتون ألبيون وهدرسفيلد تاون.

## وصلات خارجية
- مارك ليليس على موقع قاعدة بيانات كرة القدم.إي يو (الإنجليزية)
- مارك ليليس على موقع Soccerbase.com (مدرب) (الإنجليزية)